# Grunnasundsholmen (Kvinnherad)
Ne doit pas être confondu avec Grunnasundsholmen ou Grunnasundsholmen (Sveio).
Grunnasundsholmen, est une île dans le landskap Sunnhordland du comté de Vestland. Elle appartient administrativement à Kvinnherad.

## Géographie
Rocheuse et couverte d'arbres, à fleur d'eau, elle s'étend sur environ 287 m de longueur pour une largeur approximative de 104 m. Elle compte trois habitations.